# احتلال هرمز

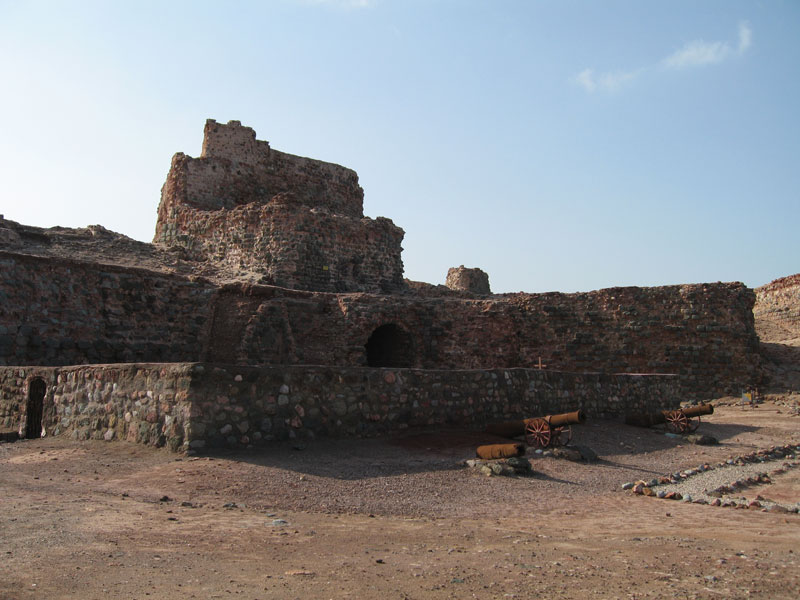
حصن السيدة العذراء البرتغالي في جزيرة هرمز

احتلال هرمز حصل في 1507 حيث قام البرتغالي أفونسو دي ألبوكيرك بمهاجمة جزيرة هرمز ومملكتها الضعيفة وبناء قلعة فيها. وساهم هذا الغزو بزيادة الهيمنة البرتغالية الكاملة على التجارة التي تمر عبر الخليج العربي بين الهند وأوروبا.

## البداية

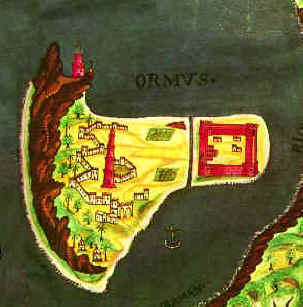
خريطة برتغالية لهرمز، من القرن السابع عشر.

وكان الاستيلاء على هرمز نتيجة خطة لملك البرتغال عمانويل الأول الذي صمم سنة 1505 على عرقلة تجارة المسلمين في المحيط الهندي من خلال احتلال كلا من عدن لمنع التجارة عبر البحر الأحمر والإسكندرية، وهرمز لمنع التجارة عبر بيروت؛ وملقا للسيطرة على التجارة مع الصين. وكانت لدى البرتغاليين تقارير تشير إلى أن جزيرة سقطرى مأهولة بمسيحيين نسطوريين، وقد يكون هذا مفيدًا في مسعاهم. كانت سقطرى آنذاك تحت حكم بنو عفرار في قشن في البر الرئيسي لليمن، والتي كان البرتغاليون يشيرون إليها في القرن السادس عشر باسم فرطة أو (فارتاكيز).
وهكذا خرج من لشبونة في أبريل 1506 أسطول بقيادة ترستاو داكونها لاحتلال سقطرى وإنشاء حصن عليها ليتم السيطرة على مدخل البحر الأحمر؛ ورشح داكونها ألفونسو البوكيرك ليكون القائد في سقطرى، وكلفه بقطع الشحن البحري في البحر الأحمر. وبعد رحلة طويلة استغرقت 12 شهرًا و 6 أشهر أطول مما كان متوقعًا هبط الأسطول أخيرًا في سوق في سقطرى في أبريل 1507. وبعد صراع قصير ولكن قاسي، استولى البرتغاليون على الحصن المحلي الذي أعيدت تسميته باسم ساو ميغيل، وفُرضت الجزية على السكان في ماعزهم لإعالتهم. ثم توجه تريستاو دا كونها إلى الهند في يوليو تاركًا ألبوكيرك مع سبع سفن في الجزيرة.
ولكن تلك الرحلة الطويلة أفقدت ألبوكيرك العديد من الرجال بسبب المرض، واحتياج سفنه ومعداته إلى إصلاحات، وقد استنفدت إمداداته الغذائية تقريبًا. أثبتت سقطرى أنها أفقر وأبعد بكثير مما توقعه البرتغاليون، لذلك سرعان ما تعرضت الرحلة الاستكشافية لخطر المجاعة. لهذا السبب أبحر أفونسو دي ألبوكيرك في 10 أغسطس إلى مضيق هرمز، حيث يأمل بالحصول على الإمدادات بأي وسيلة ضرورية، وتنفيذ تعليماته السرية لإخضاع هرمز - أو "الموت مثل الفرسان بدلاً من الجوع شيئًا فشيئًا"، على حد تعبير البوكيرك.

### غزو ألبوكيرك لعمان
مع بداية القرن السادس عشر كانت المدن الساحلية في عمان يحكمها حكام خاضعون لمملكة هرمز. وفي 22 أغسطس 1507 وصل إسطول البوكيرك إلى قلهات التي فضل حاكمها إعطائهم المؤونة والفاكهة وتبادل الأسرى. أما قريات في الشمال فأقامت الحواجز وحاولت المقاومة، لكن البلدة انهزمت تعرضت للنهب. وأما مسقط التي حكمها خصي، وكان عبدًا سابقًا لملك هرمز، فاستسلم للبوكيرك، لكن الحامية نقضت قراره وقاومت البرتغاليين، مما عرض المدينة للنهب.
وكانت صحار هي المدينة الوحيدة في عمان التي يحميها حصن صغير، لكنها سرعان ما استسلمت للبرتغاليين. تم إنقاذ المدينة وجرى تبادل الهدايا، وفي مقابل تعهد بالتبعية، وعهد إلى حاكمها برفع العلم البرتغالي، وأن يدفع الأموال التي كان يدفعها لمملكة هرمز، وكانت 1500 دينار أشرفي. أخيرًا حاولت أيضًا خورفكان المقاومة، لكنها أُجتيحت. وقد أسر البرتغاليون أحد حكام المدينة الثلاثة - شيخ بدا مميزًا لدرجة أنه تم إحضاره أمام البوكيرك. وتحدث بكلمات مهذبة وادعى أن البرتغاليين "ليسوا أدنى من جيش الإسكندر الأكبر". عندما سئل عن كيف عرف بالإسكندر، قدم الرجل للبوكيرك كتابًا قرمزيًا مكتوبًا باللغة الفارسية عن حياة الإسكندر. على الأرجح كان هذا هو إسكندر نامه الشهير الذي كتبه نظامي الكنجوي، والذي "كان البوكيرك يقدّره فوق أي شيء آخر". وهكذا انهى البرتغاليون غزوهم لساحل عمان.

## الغزو الأول لهرمز

### التمهيد
في وقت متأخر من مساء يوم 26 سبتمبر 1507، اقترب الأسطول البرتغالي من ميناء هرمز، مزينًا بشكل صحيح بالأعلام. فقد سببت أخبار الغزو البرتغالي على عمان بقلق كبير داخل المدينة، وانتشرت شائعات بأن البرتغاليين التهموا الناس. لهذا السبب على الأرجح لم يتم استقبال ألبوكيرك من قبل أي مبعوثين يمكن أن ينخرط معهم في علاقات دبلوماسية. في مثل هذه الحالة استدعى البوكيرك أكبر سفينة في الميناء - وهي سفينة تجارية غوجاراتية 800 طن - إلى سفينته، ليكون بمثابة ناقل لنواياه إلى ملك هرمز. أعلن أنه أتى بأوامر من ملك البرتغال مانويل لتخريب هرمز وأخذها تحت حمايته، إلا أنه عرض على المدينة فرصة الاستسلام دون إراقة دماء.
في البداية خشي البرتغاليون من نتائج المواجهة، وزاد من خوفهم أكثر ضخامة المدينة وعدد الجنود الذين تجمعوا على الشاطئ إلى جانب السفن الكثيرة المسلحة الراسية على الشاطئ. فبدأ الجنود يحيطون بسفينة قائدهم البوكيرك وحاولوا اقناعه بالعدول عن مهاجمة المدينة، غير أنه لم يستمع لهم وعزم على غزوها. فبدأ السخط والتمرد بين الجنود الذين كان رأيهم أنهم قطعوا المسافات البعيدة للحصول على ثروات الهند الغنية، وليس من أجل مغامرات عسكرية حول بلاد العرب المجدبة. إلا أن البوكيرك واجه تمرد جنوده واحتواها وتغلب عليها، ثم تفرغ مفاوضة ملكها «سيف الدين» ووزيره «خواجة عطار».
لم يكن الملك الصغير سيف الدين البالغ من العمر اثني عشر عامًا يحكم هرمز، ولكن يحكمها وزيرها القوي الخصي البنغالي خواجة عطار، الذي أثبت عدم خوفه من الأسطول الصغير نسبيًا. وقد راسل الشاه إسماعيل الصفوي يلتمس منه العون والمساعدة، ولكن الشاه لم يكن في وضع يسمح له بمساعدتهم، إذ بدأ صراعه ضد السلطان سليم الأول العثماني، وكانت جيوشه ضد العثمانيين في الشمال الغربي من فارس تمنع إرسال أي قوة إلى هرمز. بالإضافة إلى أنه لم يعر حملة البوكيرك اهتمامًا كبيرًا إذ كان يعتقد أنها نوع من المناوشات التي تتلاشى بسرعة، لذلك لم يفعل أكثر من تهدئة رسول سيف الدولة ملك هرمز مؤكدًا له اهتمامه الشديد بشؤون الدولة وعدم سماحه لأي مغير بأن يعبث بوحدة الأراضي الفارسية. وفي الليل سمع البرتغاليون برجال يُنقلون على متن السفن وحواجز نصبت، مما كشف لهم نية الوزير في المقاومة.

### المعركة

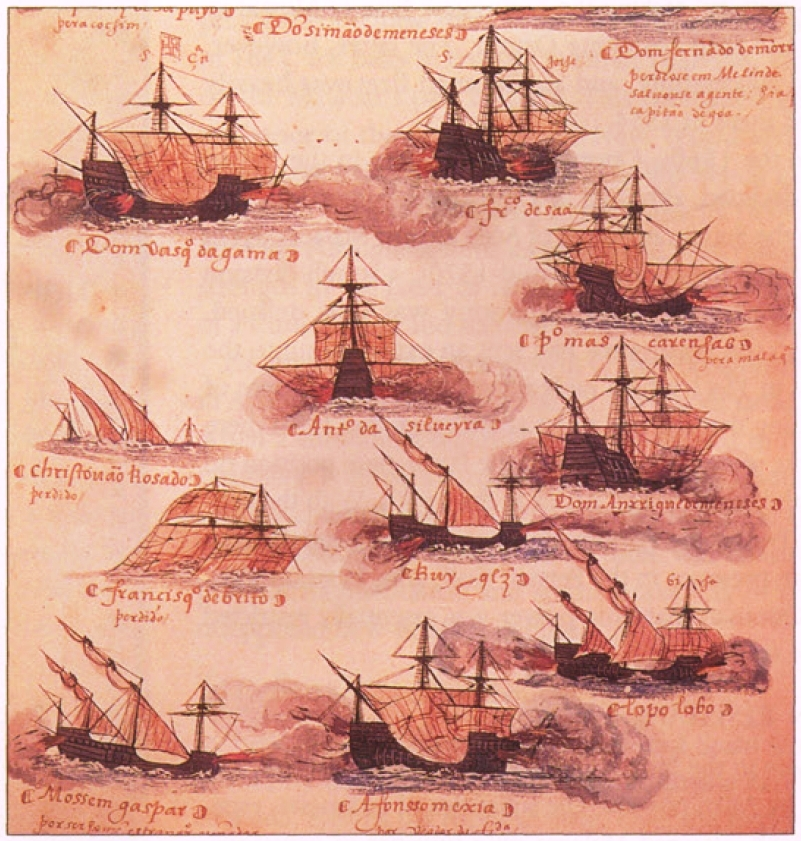
الكراك البرتغالية وسفن الكارافيل الحربية

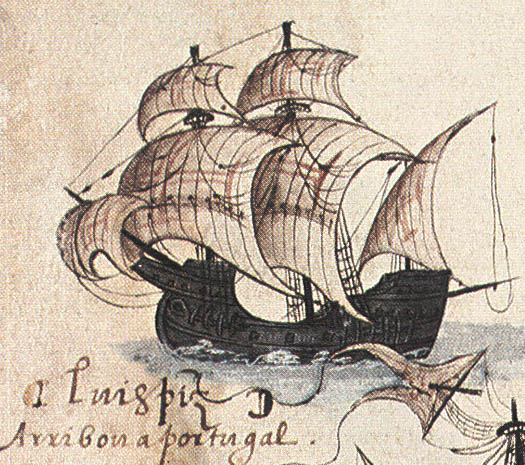
كراك برتغالية

أحيط البرتغاليون بحوالي 50 سفينة تجارية مسلحة على الجانب البري وفي مكان ما بين 120 إلى 200 مركب خفيف على جانب البحر. لم يقم البوكيرك بأي محاولات للهروب من هذا الحصار؛ بدلاً من ذلك كان سيستفيد من العدد المفرط لسفن العدو على وجه التحديد للسماح للمدفعية بإطلاق النار من أجل تأثير أكبر. ومع انهيار المفاوضات في حوالي الساعة 9 صباحًا من اليوم التالي، فتحت سفينة البوكيرك سيرني النار، وحذى بقية الأسطول حذوها. تم تبادل وابل الرصاص بين الأسطول الهرمزى والبرتغالي مع امتياز واضح للبرتغاليين، وتشكلت سحب كبيرة من الدخان حول السفن مما أضعف الرؤية كثيرًا.
وعلى الساحل راقب سكان هرمز ومن ضمنهم الملك المعركة باهتمام. قُتل بعضهم بقذائف مدفعية طائشة مما حدا بهم الهروب.
قامت المراكب الهرمزية ذات المجذاف الخفيف التي تحمل عددًا كبيرًا من الرماة الفارسيين المرتزقة بالمناورة لمهاجمة الأسطول البرتغالي بشكل جماعي. وفي تلك اللحظة واجه البرتغاليون بعض الصعوبات بسبب نقص الأفراد، لكن المجموعة المدمجة من سفن العدو الضحلة كانت هدفًا مثاليًا لرماة المدفعية البرتغاليين: فجرى إغراق حوالي اثني عشر مركبًا وإعاقة العديد، مما أعاق مسار السفن التي بعدها.
كان هناك ارتباك وخلل واضح في التناسق بين الهرمزيين، مما مكن البرتغاليون في الهجوم: وكان سفينة ألبوكيرك قد أسرت كاراك غوجارات العظيم، فصعد على متنه وجعله خاضعًا بعد قتال شرس. استولى البرتغاليون أو أحرقوا معظم السفن الموجودة واحدًا تلو الآخر. وأخيرًا هبط البرتغاليون بالقرب من أحواض بناء السفن وبدأوا في إشعال النار في ضواحي هرمز. خوفا من هجوم دموي من قبل البرتغاليين رفع الوزير خوجة عطار علمًا أبيض فوق القصر الملكي مُعلنًا الاستسلام.
مع ما لا يزيد عن 500 رجل وست سفن منهكة، سيطر البوكيرك على أقوى قوة بحرية في الخليج.

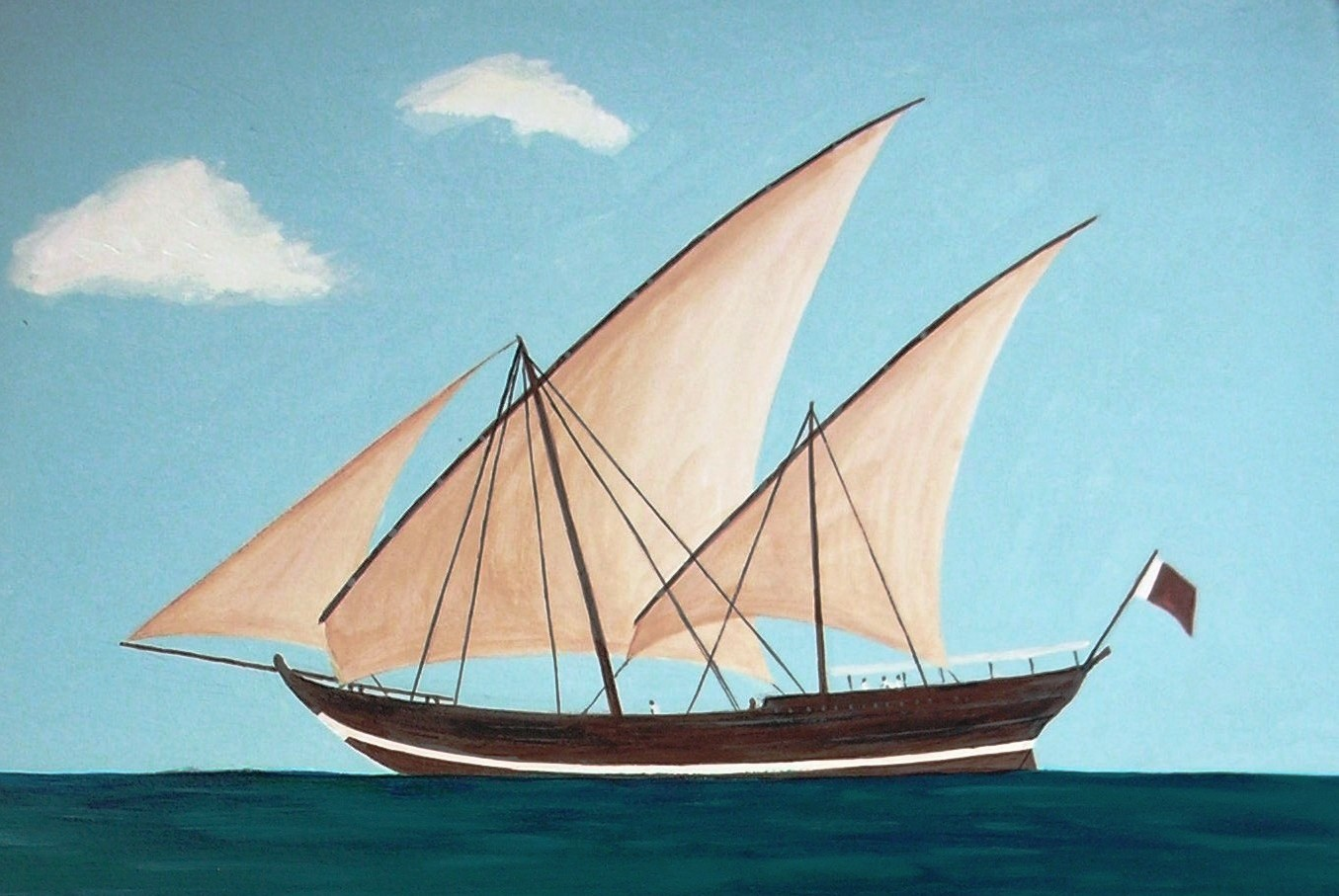
ربما كانت المراكب الهرمزية مشابهة للبغلة العربية

### التمرد
بعد مفاوضات طويلة التقى أفونسو دي البوكيرك بملك هرمز سيف الدين والوزير خوجة عطار وساعده الأيمن رئيس نور الدين والي يوم 10 أكتوبر للتوقيع على شروط الاستسلام: وهي خضوع مملكة هرمز لحكم ملك البرتغال، ودفع جزية بقيمة 15000 أشرفي (عملة فارسية)، وإعفاء منتجات البرتغال من الرسوم الجمارك، والحق في إقامة حصن على الجزيرة، وكذلك منع أي سفينة من مزاولة التجارة في الخليج إلا بعد الحصول على إذن منهم، مقابل السماح للملك بالاحتفاظ بمنصبه تحت الحماية العسكرية البرتغالية، وأعاد إلى التجار السفن التي أسرت في المعركة. وكانت هرمز دولة تابعة لبلاد فارس، لذلك بعد أيام وصلها مبعوثان من الشاه إسماعيل يطالبان بالجزية السنوية، فأرسل سيف الدين إلى البوكيرك مالذي يفعله، فرد البوكيرك: أن هرمز أصبحت تابعة لملك البرتغال عن طريق الحرب. فطلب المبعوثان الفارسيان من البوكيرك بدفع الجزية لقاء بقائهم في الجزيرة. فجاء رد ألبوكيرك بأن الجزية الوحيدة التي سيحصل عليها الصفويون وملكهم هي: قذائف المدافع ورصاص البنادق، وهنا بدأ النزاع بين البرتغاليين والشاه، وأمر ألبوكيرك جنوده بالبدء في إقامة الحصن في أقصى الطرف الشمالي للجزيرة بالتناوب، حيث يعمل البرتغاليون في المساء، ويعودون قبل فجر اليوم التالي (لتجنب الكشف عن قلة البرتغاليين في الواقع). وقد أدهش هذا الهرمزيين، لأنهم غير معتادين على رؤية رجال مقاتلين ينخرطون في أعمال وضيعة.
وقد عجل ألبوكيرك في بناء الحصن تحسبًا لأي نزاع عسكري مع الصفويين، وأرغم كامل طاقمه بالعمل في البناء مهما اختلفت رتبهم، حيث بدأ في بناءه يوم 27 أكتوبر 1507، وكان مقررا في البداية بإقامة حامية وتزويدها بالرجال، لكنه لم يتمكن من الاحتفاظ بها بسبب مقاومة الأهالي، وخوضه معركة معهم بدعم من أسياد هرمز مطلع يناير 1508، وكذلك انشقاق العديد من ضباطه والجنود الذين بدأوا يضيقون ذرعا بأوضاعهم بسبب قسوة البوكيرك مما اسفر عن حالات تمرد وصلت إلى خروج أربعة ضباط من الأسطول إلى خوجة عطار، وأبلغوه بالأرقام البرتغالية الحقيقية والمعارضة بين صفوفهم وتآمرهم مع السلطات المحلية في الجزيرة ضده. وإدراكًا لخطورة الوضع قام ألبوكيرك بإجلاء جميع رجاله من الحصن غير المكتمل وإعادتهم إلى السفن، ووضع هرمز تحت الحصار على أمل أن يؤدي نقص مصادر المياه في الجزيرة إلى إجبار خوجة عطار على إعادة المرتدين وهرمز إلى الخضوع. ومع ذلك كان عليه أيضًا القيام برحلات طويلة إلى جزيرة قشم أو لارك للحصول على المياه العذبة. وفي النهاية هجر ثلاثة من قباطنة ألبوكيرك - أفونسو لوبيز دا كوستا وأنطونيو دو كامبو ومانويل تيليس - إلى كوشين في الهند مع سفنهم الخاصة نهاية يناير 1508، وإدراكًا لضعف موقفه فقد رحل ألبوكيرك أيضًا في 8 فبراير عن هرمز.
وبعد خروج ألبوكيرك أوقف خوجة عطار العمل في بناء القلعة وألحق ما كان قد تم بناؤه بالقصر الملكي، كما أضاف حصنين منيعين لقلعته زودهما بالمدافع وشرع في تشييد أسطول جديد في جلفار، وفي الوقت ذاته فرض حصارًا وعزلة كاملة على الوكلاء البرتغاليين الذين أبقاهم ألبوكيرك في الجزيرة لرعاية المصالح البرتغالية.

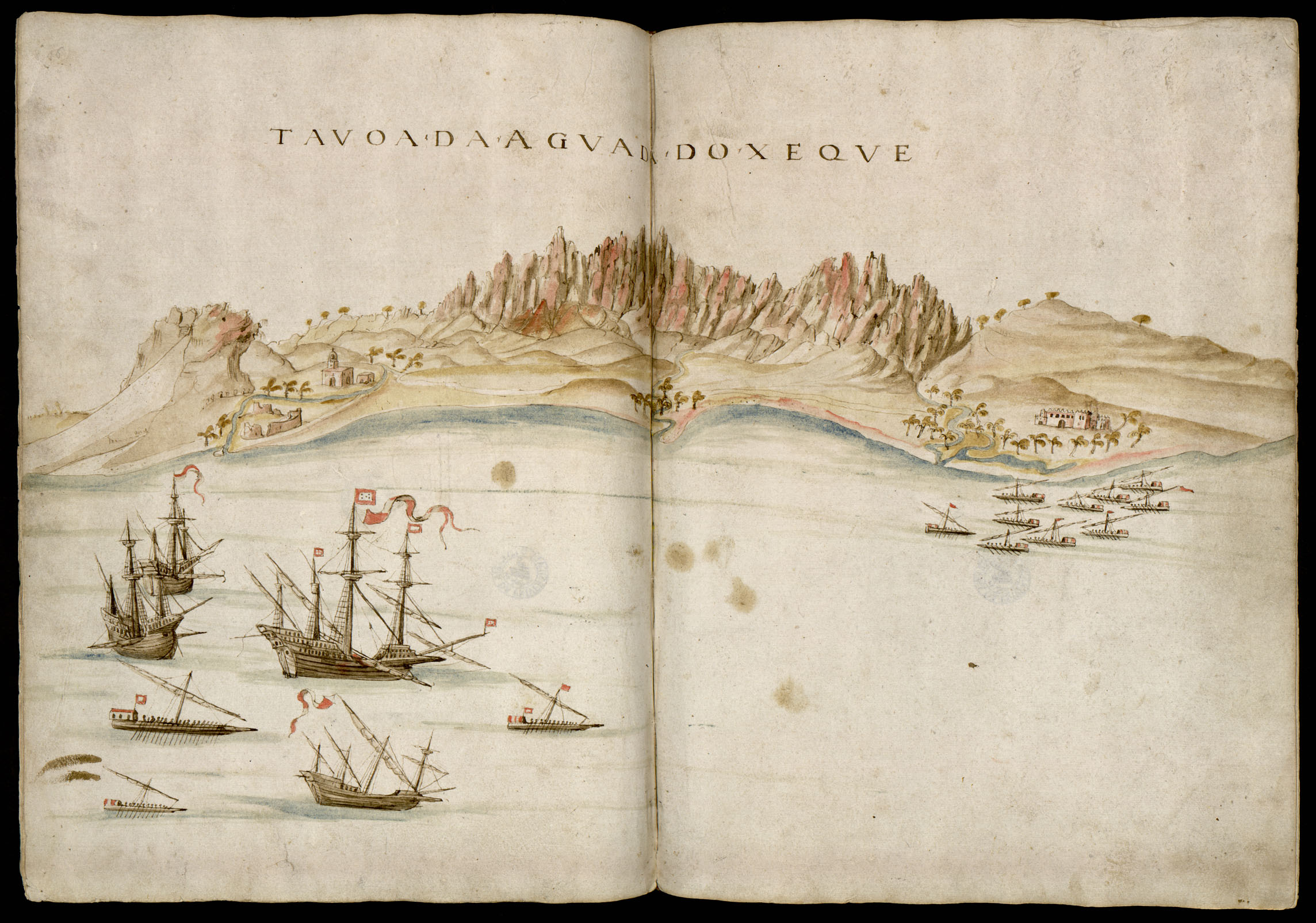
رسم برتغالي لسوقطرى 1541.

### سوقطرى
عاد جواو دا نوفا مع سفينته فلور دو مار إلى الهند، بينما ذهب ألبوكيرك إلى سقطرى مع فرانسيسكو دي تافورا، حيث وجد رجال الحامية البرتغاليون يتضورون جوعا. فأرسل فرانسيسكو دي تافورا إلى ماليندي في شرق إفريقيا لجلب المزيد من الإمدادات، وبقي هو في خليج عدن، واتصل بصوماليي القرن وهاجم السفن التجارية. وفي أبريل قدم مدد ماليندي إلى سقطرى، بالنسبة لحامية سقطرى فقد تلقوا أول خبر من البرتغال منذ عامين.
وفي أغسطس عاد البوكيرك مرة أخرى إلى هرمز لاستكشاف وضعها، ومر في طريقه على قلهات في أغسطس 1508م-914هـ للانتقام منها لإعطائه مواد غذائية فاسدة في العام السابق، ولمساعدتها هرمز أثناء الحصار، وحاول البوكيرك استدراج حاكم قلهات «شريف الدين» إلى سفينته لقتله، ولكنه أفلت منه عن طريق الاعتذار، لذلك هاجم البوكيرك المدينة ونهبها، ثم أمر بحرقها وهدم مسجدها الجامع. ثم اقترب من هرمز رآها أنها محصنة تحصينا جيدًا، فلم يعمل شيئًا لأن كمية الماء العذبة في سفينته قليلة جدا، فارتحل إلى ساحل مليبار بالهند بعدما وصلت قطع أسطوله إلى ثمانية سفن. وتعهد ألبوكيرك بعدم حلق لحيته حتى يغزو هرمز مرة ثانية.

## إعادة احتلال هرمز 1515

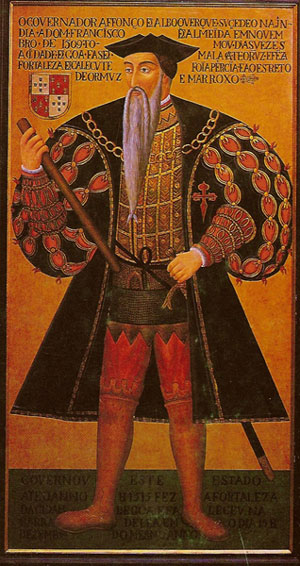
ألفونسو دي ألبوكيرك

في 4 نوفمبر 1509 خلف ألبوكيرك دوم فرانسيسكو دي الميدا في منصب حاكم الهند البرتغالية. وقبل أن يعود إلى هرمز كان مشغولا بغزو غوا في 1510 وملقا سنة 1511، ثم قام بغزو البحر الأحمر في 1513. لم يتوقف البوكيرك أبدًا عن جمع المعلومات عن هرمز ولا حتى تبادل السفراء أو الاتصال بوزرائها خلال هذا الوقت. ولكن في الواقع جرت تغييرات مهمة في هرمز بين 1507 و 1515 دفعت ألبوكيرك إلى اتخاذ خطوة في أقرب وقت ممكن: فقد قُتل خوجة عطار، والوزير الجديد ذراعه اليمنى رايس نور الدين والي قد قتل الملك سيف الدين بالسم، وأحل محله شقيقه توران شاه البالغ من العمر ثمانية عشر عامًا. لكن رايس نور الدين بدوره طرد من السلطة من قبل ابن أخيه رايس أحمد من خلال انقلاب واستمر في السلطة من خلال العنف والقمع، بدعم من فصيل معارض في البلاط، مما أدى إلى إخافة الشاب توران شاه بشبح الاغتيال أو سمل العين.
لذا قرر البوكيرك أن يرسل حملة أخرى بقيادة ابن أخيه بيرو، فأقلع بإسطوله في صيف 1513، حيث استطاع أن يستولي على عدد من مراكب العرب كانت متجهة نحو البحر الأحمر. وأخيرًا وصل إلى هرمز سنة 1514، غير أنه لم يحقق شيئا يذكر في مفاوضاته بشأن الحامية ودفع الجزية، وذلك لأن ملك هرمز قد اعترف فعليًا بسيادة الشاه إسماعيل الصفوي، فعاد بيرو إلى غوا في سبتمبر 1514 وقدم تقريره إلى عمه البوكيرك.
وهكذا أبحر ألبوكيرك في فبراير 1515 بإسطول من 27 سفينة و 1500 برتغالي و 700 مالاباري في غوا، وفي مارس 1515 رسا البرتغاليون مرة أخرى أمام هرمز، على صوت الأبواق وطلقات المدفعية القوية؛ "بدت السفن وكأنها تشتعل"، كما روى شاهد العيان غاسبار كوريا لاحقًا.
وجد البرتغاليون هرمز محصنة ومجهزة لصراع طويل؛ ومع ذلك لم يعارض الملك توران شاه ورئيس نور الدين دخول ألبوكيرك، على أمل أنه قد يكون حليفًا ضد المغتصب رايس أحمد (الذي وصفه البرتغاليون بأنه طاغية)، حيث أثبت البرتغاليون بالفعل أنهم مهتمون بالتجارة والجزية فقط وليس بالسيطرة الفعلية على المملكة. وهكذا في 1 أبريل سمح الملك توران شاه للبوكيرك بإنزال قواته واستعادة هرمز رسميًا دون إراقة دماء، فرُفع علم البرتغال مرة أخرى فوق الجزيرة.

## مابعد الاحتلال
بعد الانتهاء من شؤون هرمز، قدم إليه سفير الشاه إسماعيل سعياً لفتح محادثات دبلوماسية مع البرتغاليين؛ اعتبر ألبوكيرك أنه من الضروري تأمين علاقات ودية مع الصفويين ضد الدولة العثمانية. فتم التوصل بينهما إلى اتفاق سمح بموجبه ملك هرمز أن يحكم باسم مملكة البرتغال،
بعد عدة أسابيع أبلغ توران شاه ألبوكيرك أن رايس أحمد خطط لاغتياله. فطلب البوكيرك لقاء الملك ووزرائه في قصر يحرسه الجنود البرتغاليون بشدة. هناك أمر ضباطه بقتل رايس أحمد أمام الملك، وبالتالي تحرير توران شاه من نير المغتصب؛ وفي طمأنة لتوران شاه على سلامته كونه خاضع للبرتغال منحه البوكيرك لقب فارس. ولم يخاطبه بصفته محتلًا بل خادمًا له:
اللورد توروكشا (توران شاه) ملك هرمز، أنت الآن فارس بهذه الأسلحة التي أمنحك إياها وبصداقة ملك البرتغال. أنا باسمه وكذلك كل هؤلاء الفرسان وفيدالغو، سوف أخدمك إلى موتنا؛ ويمكنك أن تأمر بقطع رأس أي شخص تراه مستحقًا، ولا تخف من أحد طالما أنك صديق سيدي الملك.
في هذه الأثناء تجمّع حشد متمرّد حول القصر خوفًا من اغتيال الملك. ثم اقتيد توران شاه إلى سطح القصر، حيث خاطب المدينة منتصرًا، والتي تنفست الصعداء بموت رايس أحمد.

### الحصن

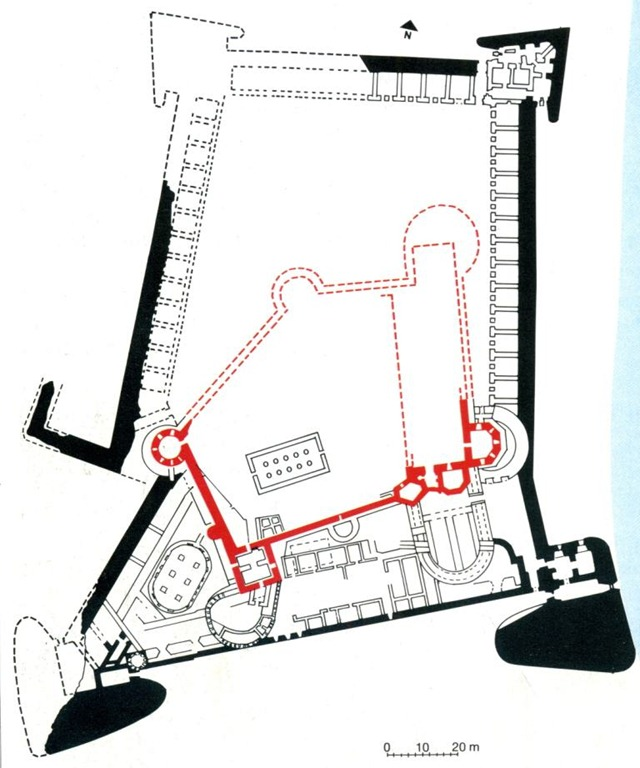
مخطط قلعة هرمز البرتغالية. الحصن البدائي الذي وضعه البوكيرك باللون الأحمر.

بعد تأمين هرمز استأنف ألبوكيرك في بناء القلعة أو الحصن، ووظف رجاله وعمال محليين، وهو عمل شارك فيه شخصيًا. وقد اختار موقع الحصن في الطرف الشمالي من جزيرة هرمز، وهو على شكل دمعة، وله إطلالة استراتيجية على المدينة والمرفأين من كلا الجانبين في تشييده. وتصميمه خماسي الأضلاع غير المنتظم مع سبعة أبراج وتم تعميده تكريماً لسيدة الحمل، وسمي باسمها. وتحوي القلعة حامية من 400 جندي برتغالي.
ثم جرى تجديد القلعة القديمة وتوسيعها سنة 1550 تحت إشراف المهندس المعماري Inofre de Carvalho، بحيث تتكيف تكيفًا أفضل مع مبادئ حروب البارود الحديثة.